# Weilbach (Flörsheim)
Weilbach ist ein Stadtteil und Ortsbezirk der Stadt Flörsheim am Main im südhessischen Main-Taunus-Kreis.

## Geographie

### Geographische Lage
Weilbach liegt zu beiden Seiten des Weilbachs am südlichen Rand des Main-Taunusvorlandes über der Untermainebene mit Blick über das Rhein-Main-Gebiet nach Süden und zum Vortaunus und Hohen Taunus nach Norden. Der Ort liegt in dem spitzen Winkel, den die Bundesautobahnen A 66 und A 3 südöstlich des Wiesbadener Kreuzes bilden, zwischen Wiesbaden und Frankfurt am Main.

### Geologie
Die überwiegend während der Eiszeit vom Main abgelagerten Kiese und Sande wurden lange Zeit wirtschaftlich genutzt, auch Fossilienfunde wurden gemacht. Manche Grube wurde später als Mülldeponie verwendet. Der sogenannte Silbersee wurde rekultiviert und Naturschutzgebiet mit angrenzendem Naturlehrhaus der Gesellschaft zur Rekultivierung der Weilbacher Kiesgrubenlandschaft, einer hessischen Institution zur Förderung des Naturschutzes vor Ort (wie das Naturschutzzentrum Bergstraße bei Bensheim oder das Naturschutz-Zentrum Hessen in Wetzlar).

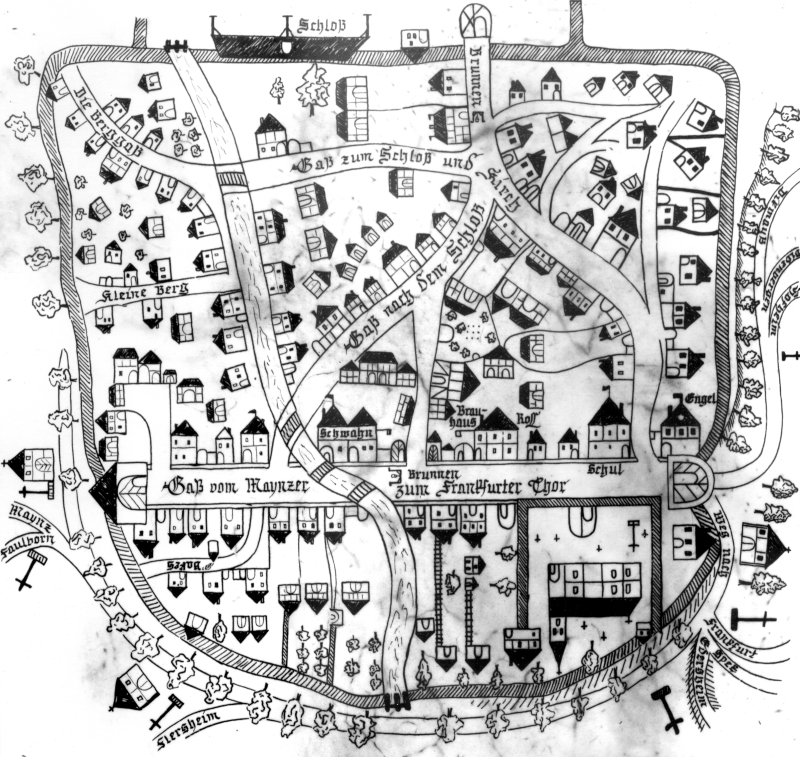
Historische Karte von Weilbach, 1747
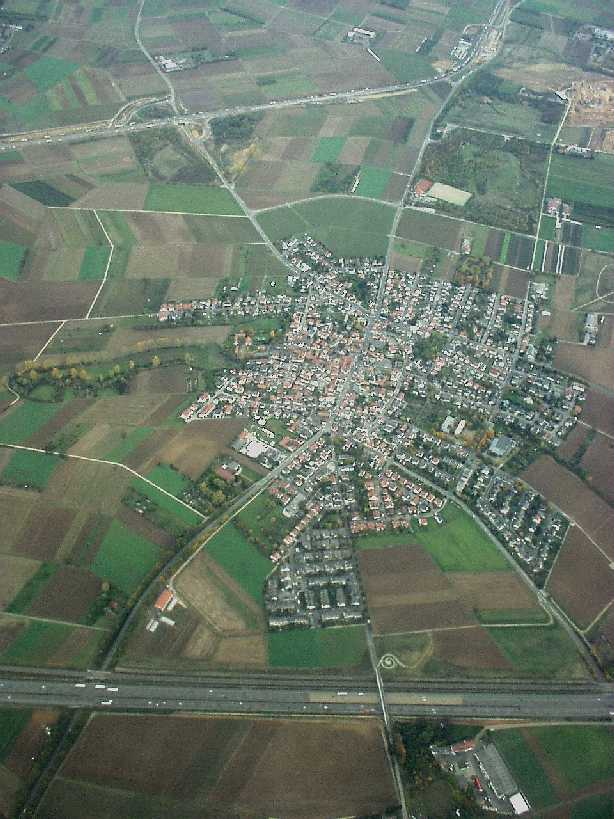
Weilbach, oben die A 66, unten die A 3 mit Schnellfahrstrecke Köln–Rhein/Main
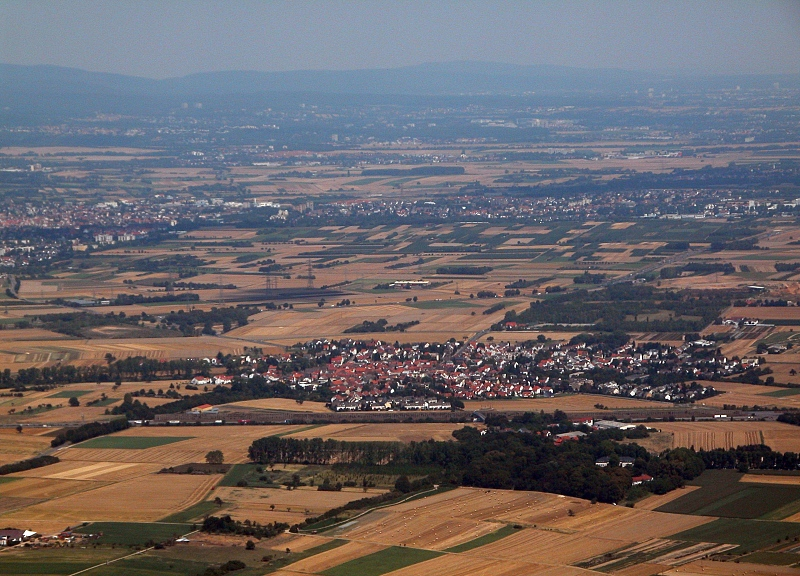
Weilbach im Main-Taunus-Kreis, im Hintergrund der Taunus

## Geschichte
Die älteste bekannte Erwähnung von Weilbach erfolgte in einer Schenkungsurkunde an das Kloster St. Jakob in Mainz als Wilibach datiert von 1112. Später war die Bezeichnung Niederweilbach üblich, um eine Unterscheidung zum ehemaligen Nachbarort Oberweilbach zu schaffen. Weilbach unterstand seit 1581 dem Mainzer Kurfürsten und gehörte zum Erzbistum Mainz. 1803 ging Weilbach an Nassau-Usingen und gehörte zur Zeit des Herzogtums Nassau zum Amt Hochheim. Nach der Annexion durch Preußen wurde es 1867 dem Mainkreis und später dem Landkreis Wiesbaden im Regierungsbezirk Wiesbaden zugeordnet.
Durch die wirtschaftliche Entwicklung nach dem Zweiten Weltkrieg, namentlich durch die nahe gelegene Industrie in Frankfurt-Höchst, kam es wie in anderen Ortschaften des Rhein-Main-Gebietes zu einem starken Bevölkerungswachstum und zu einer Änderung der Lebensgrundlage der meisten Bewohner.

### Gebietsreform
Im Zuge der Gebietsreform in Hessen wurde die bis dahin selbständige Gemeinde Weilbach am 31. Dezember 1971 zusammen mit der Nachbargemeinde Wicker auf freiwilliger Basis in die Stadt Flörsheim eingemeindet.
Für die ehemals eigenständigen Gemeinden sowie für die Kernstadt wurden Ortsbezirke mit Ortsbeirat und Ortsvorsteher nach der Hessischen Gemeindeordnung gebildet.

### Einwohnerentwicklung

#### Einwohnerstruktur
Nach den Erhebungen des Zensus 2011 lebten am Stichtag dem 9. Mai 2011 in Weilbach 3669 Einwohner. Darunter waren 270 (7,4 %) Ausländer.
Nach dem Lebensalter waren 651 Einwohner unter 18 Jahren, 1608 waren zwischen 18 und 49, 771 zwischen 50 und 64 und 636 Einwohner waren älter.
Die Einwohner lebten in 1623 Haushalten. Davon waren 513 Singlehaushalte, 456 Paare ohne Kinder und 489 Paare mit Kindern, sowie 423 Alleinerziehende und 42 Wohngemeinschaften. In 315 Haushalten lebten ausschließlich Senioren/-innen und in 1161 Haushaltungen leben keine Senioren/-innen.

#### Einwohnerzahlen
Quelle: Historisches Ortslexikon
- 1609: 64 Haushaltungen mit 242 Einwohnern
- 1648: 21 Männer
- 1745: 335 Einwohner
- 1796: 72 Häuser

| Weilbach: Einwohnerzahlen von 1817 bis 2020 | Weilbach: Einwohnerzahlen von 1817 bis 2020 | Weilbach: Einwohnerzahlen von 1817 bis 2020 | Weilbach: Einwohnerzahlen von 1817 bis 2020 | Weilbach: Einwohnerzahlen von 1817 bis 2020 |
| --- | ------------------------------------------- | ------------------------------------------- | ------------------------------------------- | ------------------------------------------- |
| Jahr |                                             |                                             |                                             | Einwohner                                   |
| 1817 | 1817                                        |                                             | 424                                         | 424                                         |
| 1834 | 1834                                        |                                             | 650                                         | 650                                         |
| 1840 | 1840                                        |                                             | 758                                         | 758                                         |
| 1846 | 1846                                        |                                             | 795                                         | 795                                         |
| 1852 | 1852                                        |                                             | 828                                         | 828                                         |
| 1858 | 1858                                        |                                             | 845                                         | 845                                         |
| 1864 | 1864                                        |                                             | 910                                         | 910                                         |
| 1871 | 1871                                        |                                             | 874                                         | 874                                         |
| 1875 | 1875                                        |                                             | 892                                         | 892                                         |
| 1885 | 1885                                        |                                             | 886                                         | 886                                         |
| 1895 | 1895                                        |                                             | 948                                         | 948                                         |
| 1905 | 1905                                        |                                             | 1.140                                       | 1.140                                       |
| 1910 | 1910                                        |                                             | 1.168                                       | 1.168                                       |
| 1925 | 1925                                        |                                             | 1.336                                       | 1.336                                       |
| 1939 | 1939                                        |                                             | 1.467                                       | 1.467                                       |
| 1946 | 1946                                        |                                             | 1.779                                       | 1.779                                       |
| 1950 | 1950                                        |                                             | 1.978                                       | 1.978                                       |
| 1956 | 1956                                        |                                             | 2.149                                       | 2.149                                       |
| 1961 | 1961                                        |                                             | 2.295                                       | 2.295                                       |
| 1967 | 1967                                        |                                             | 2.697                                       | 2.697                                       |
| 1970 | 1970                                        |                                             | 2.915                                       | 2.915                                       |
| 1980 | 1980                                        |                                             | ?                                           | ?                                           |
| 1984 | 1984                                        |                                             | 3.382                                       | 3.382                                       |
| 2000 | 2000                                        |                                             | ?                                           | ?                                           |
| 2011 | 2011                                        |                                             | 3.669                                       | 3.669                                       |
| 2015 | 2015                                        |                                             | 3.804                                       | 3.804                                       |
| 2020 | 2020                                        |                                             | 4.030                                       | 4.030                                       |
| Datenquelle: Historisches Gemeindeverzeichnis für Hessen: Die Bevölkerung der Gemeinden 1834 bis 1967. Wiesbaden: Hessisches Statistisches Landesamt, 1968. Weitere Quellen: LAGIS; Gemeinde Flörsheim; Zensus 2011 |                                             |                                             |                                             |                                             |

#### Religionszugehörigkeit
- 1885: 043 evangelische (= 4,85 %), 828 katholische (= 93,45 %), 15 jüdische (= 1,69 %) Einwohner[1]
- 1961: 427 evangelische (= 18,61 %), 1830 katholisch (= 79,74 %) Einwohner[1]

## Wappen und Flagge
Das Wappen und die Flagge wurden am 9. September 1955 durch das Hessische Innenministerium genehmigt.
| Wappen von Weilbach | Blasonierung: „Im geteilten Schild oben in Gold ein wachsender schwarzer Wolf, unten in Rot ein silbernes Rad.“ |
| Wappen von Weilbach | |

Flaggenbeschreibung: „Im rot-weiß geteilten Flaggenfeld das Weilbacher Ortswappen dergestalt, daß die obere goldene Wappenhälfte der roten Flaggenbahn und die untere rote Wappenhälfte der weißen Flaggenbahn aufliegt.“

## Kultur und Sehenswürdigkeiten
Am nordwestlichen Ende des Weilbaches (hessisch: die Weilbach) findet sich das im 12. bis 13. Jahrhundert entstandene Schloss Weilbach, das vom Rittergeschlecht Erlenbach von Weilbach erbaut wurde. Anfang 17. Jahrhundert gelangte dieses dann in den Besitz von Johann Philipp von Wolff-Metternich und ist noch heute in Besitz der Familie. Gelegentliche öffentliche Veranstaltungen haben das Schloss inzwischen bekannter gemacht.
Die Katholische Pfarrkirche Maria Himmelfahrt wurde 1875 nach Plänen des Kirchenarchitekten Grau im neuromanischen Stil erbaut. Sie hat die Form einer Säulenbasilika mit einem 30 m langen Schiff und einem 32 m hohen Kirchturm. 1996/97 erfolgte eine Renovierung im Außenbereich, 2000 wurde der Innenraum neu gestaltet.
In der Zeit des Nationalsozialismus wurde 1935 das Kriegerdenkmal an der Rüsselsheimer Straße/Ecke Faulbrunnenweg vom Bildhauer Peter Dienstdorf aus Wiesbaden geschaffen. Mit der Inschrift „Wer seinem Volk die Treue hielt / soll auch in Treue nie vergessen sein / 1914–1918“ wurde es zunächst den Gefallenen des Ersten Weltkrieges, später mit einer weiteren Inschrift auch denen des Zweiten Weltkriegs gewidmet. Die Statue aus Kunststein steht auf einem hohen Sockel aus Kalkbruchstein und Taunusschiefer. Sie zeigt einen Soldaten des deutschen Heeres mit leicht geneigten Kopf mit Stahlhelm, im Feldmantel M1908 und mit Patronentasche und aufgestütztem Gewehr 98 über dem ausschlagenden Baumstumpf einer Eiche, das linke Bein auf einen Fels gestellt.

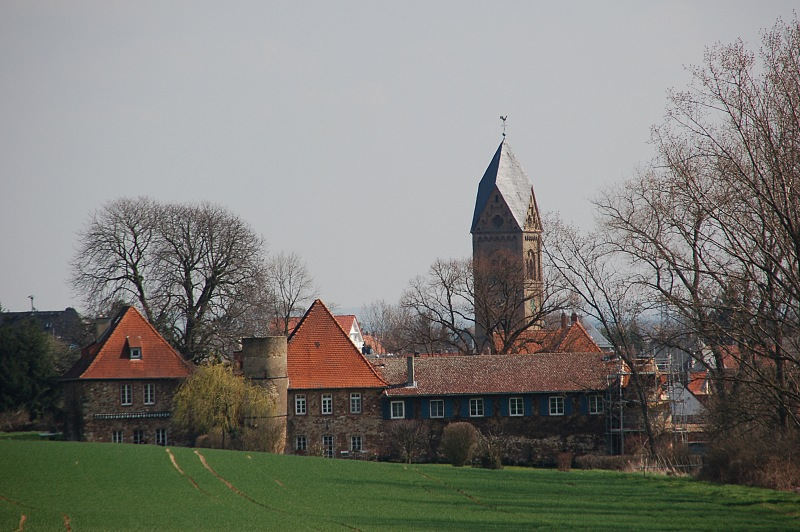
Schloss mit Kirche Maria Himmelfahrt (Bj. 1875)
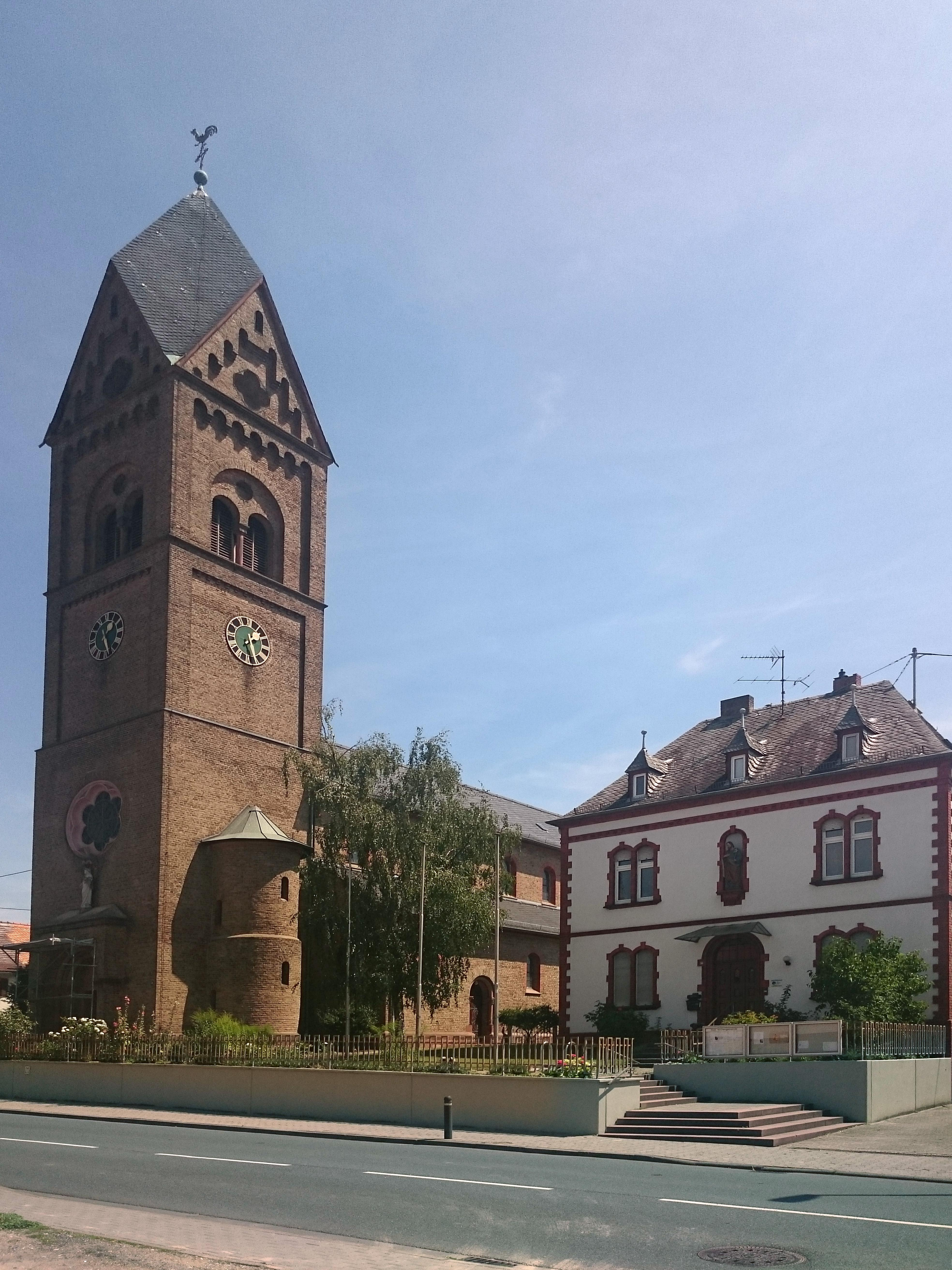
Kirche mit Pastorat
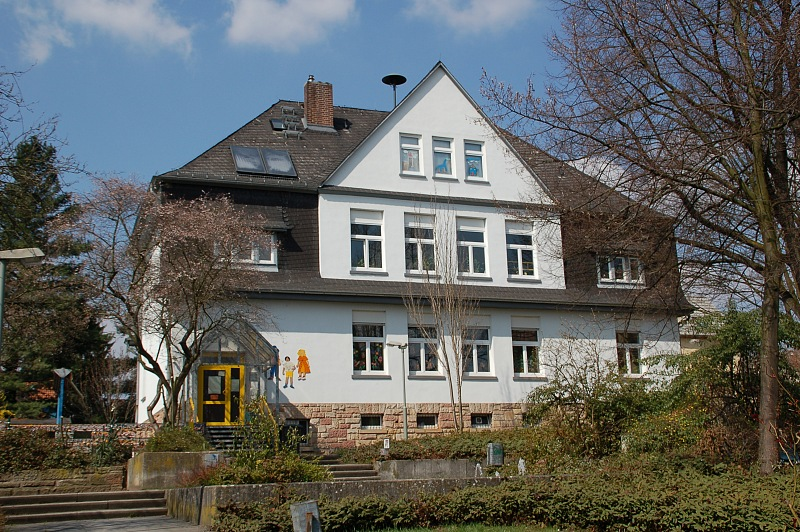
Kindergarten
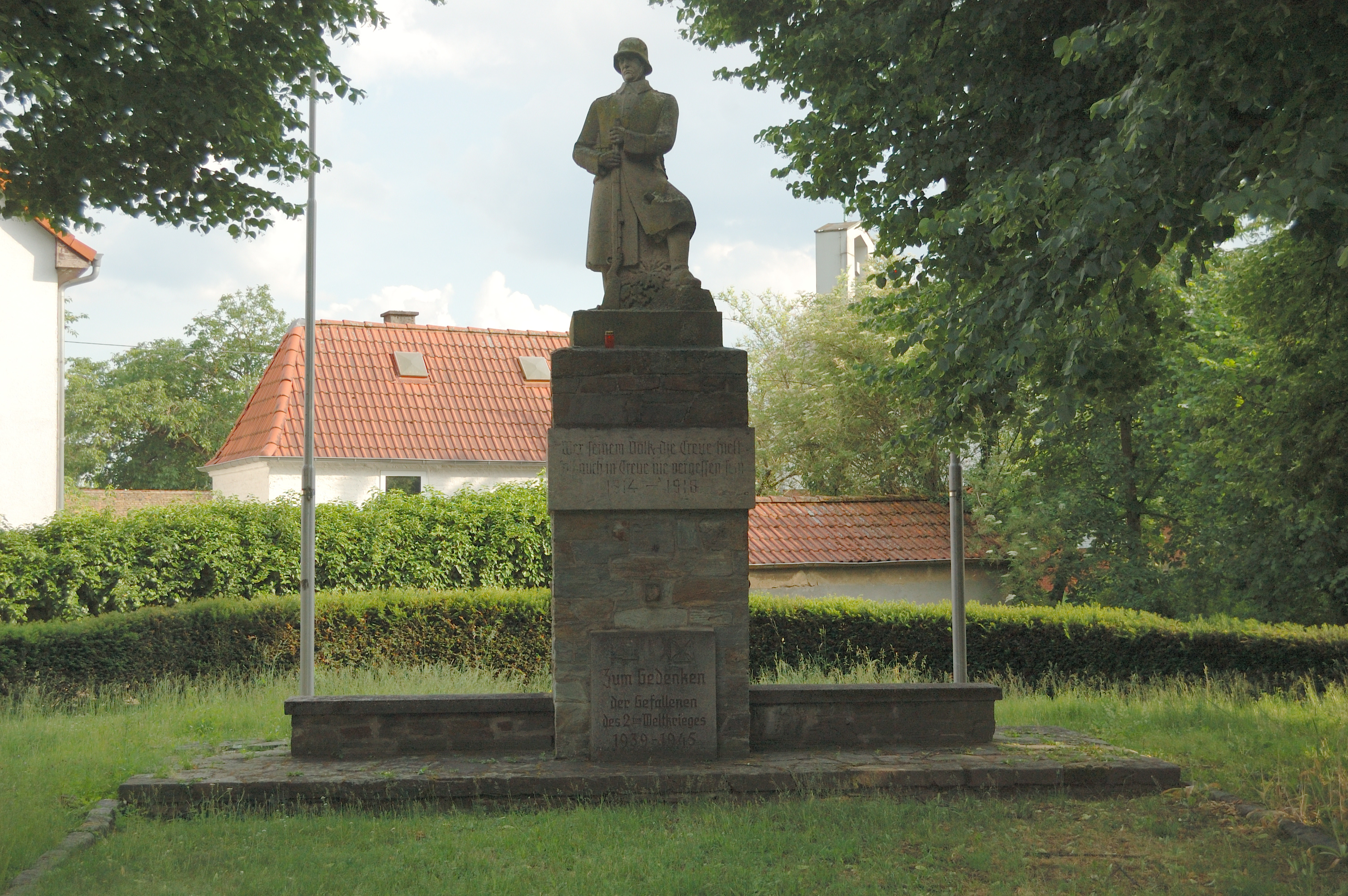
Kriegerdenkmal

## Bad Weilbach

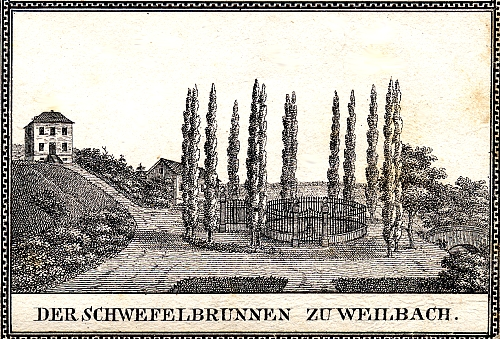
Bad Weilbacher Quelle, dargestellt auf einer Karte Nassaus, etwa 1830

Zu den zahlreichen berühmten Quellen Nassaus zählt auch die Faulborn-Quelle von Bad Weilbach. Nicht nur eine eigene Mineralwasserquelle mit einem Abfüllbetrieb gab es über lange Zeit. Auch Heilwasser in Form einer Schwefelquelle diente einem Kurhaus, einem Badehaus und einem Inhalatorium als Grundlage für die gesundheitsbewussten Gäste. Im Auftrag des Herzogs von Nassau entstand 1838 das neoklassizistische Kurhaus. Zu den Gästen der Anlage zählten Johann Wolfgang von Goethe und Rothschilds.
Ab 1911 wurde das Haus als Landfrauenschule durch den Reifensteiner Verein für Wirtschaftliche Frauenschulen auf dem Land, der von Ida von Kortzfleisch ins Leben gerufen worden war, genutzt. In dem früheren Ärztehaus wurde neben der klassischen Reifensteiner Schule eine Kolonialschule eingerichtet, in welcher Frauen auf das Leben in den deutschen Kolonien vorbereitet wurden.
Von 1984 bis 1986 wurden die dem Verfall preisgegebenen Gebäude, allen voran das Palais Weilbach, von Franz E. Schilke in Eigentumswohnungen umgebaut. Die Parkanlage ist noch heute Ausflugsziel in der Region. Bad Weilbach ist ein Ortsteil des Stadtteils Weilbach.

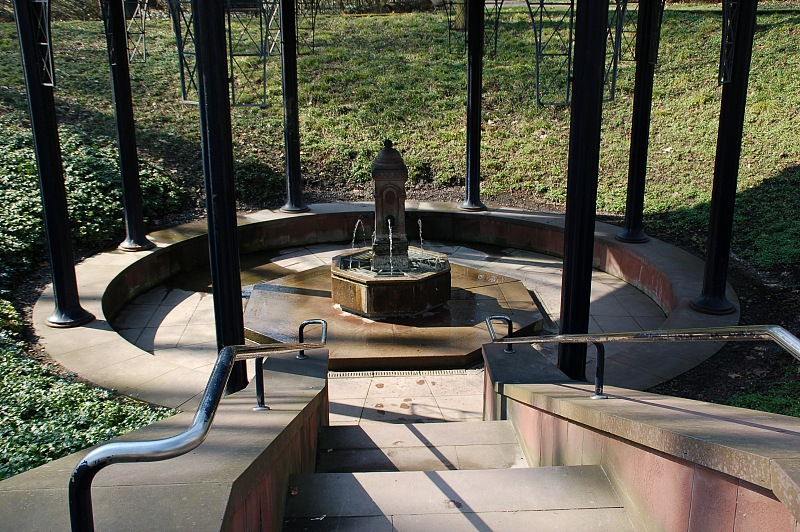
Schwefelquelle Neugestaltung von Reiner Uhl (1983)
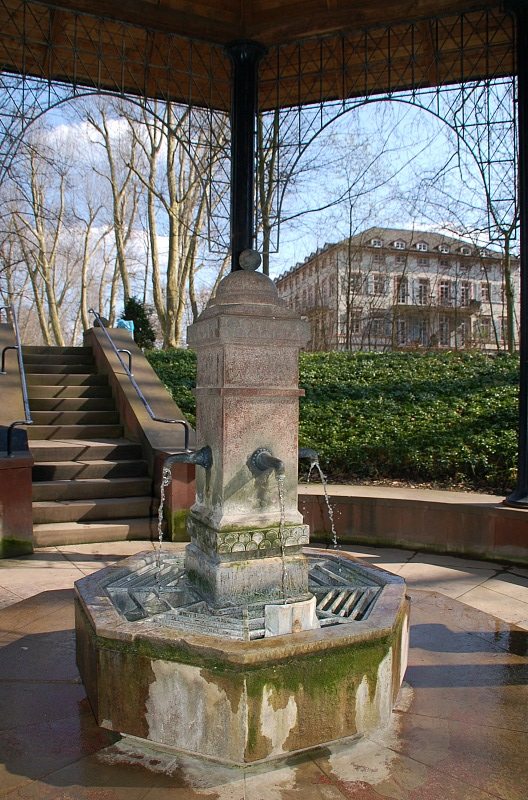
Schwefelquelle Brunnenstein
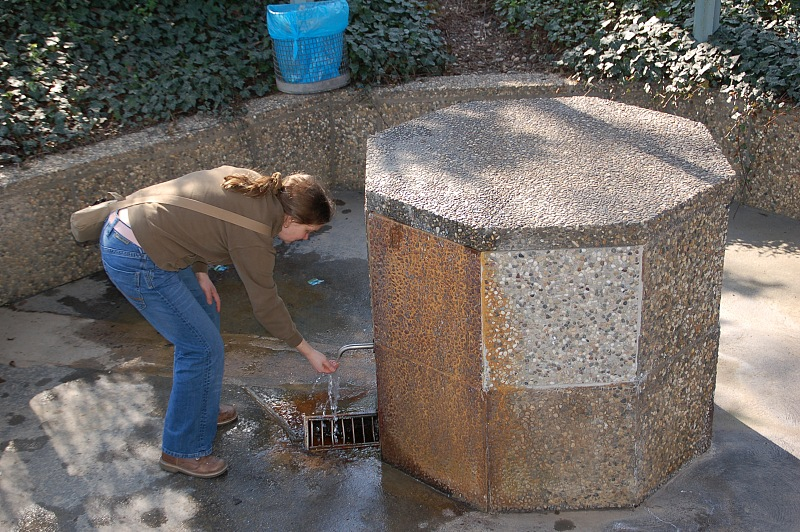
Natronquelle
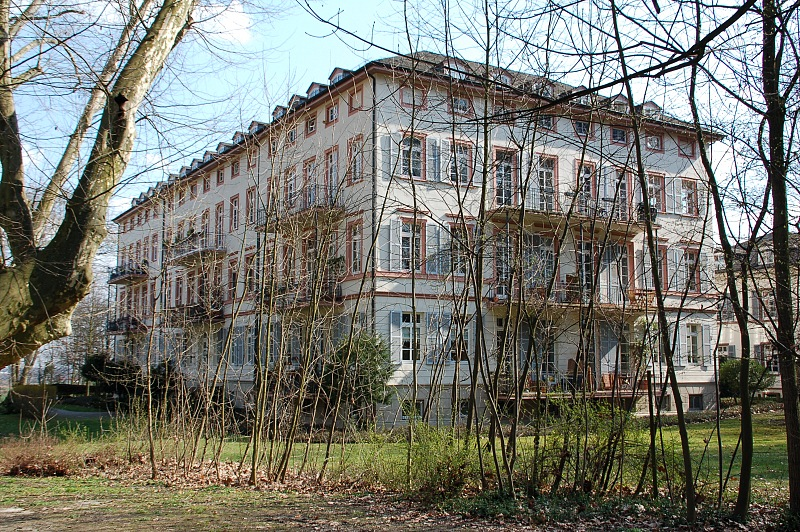
Kurhaus von 1832
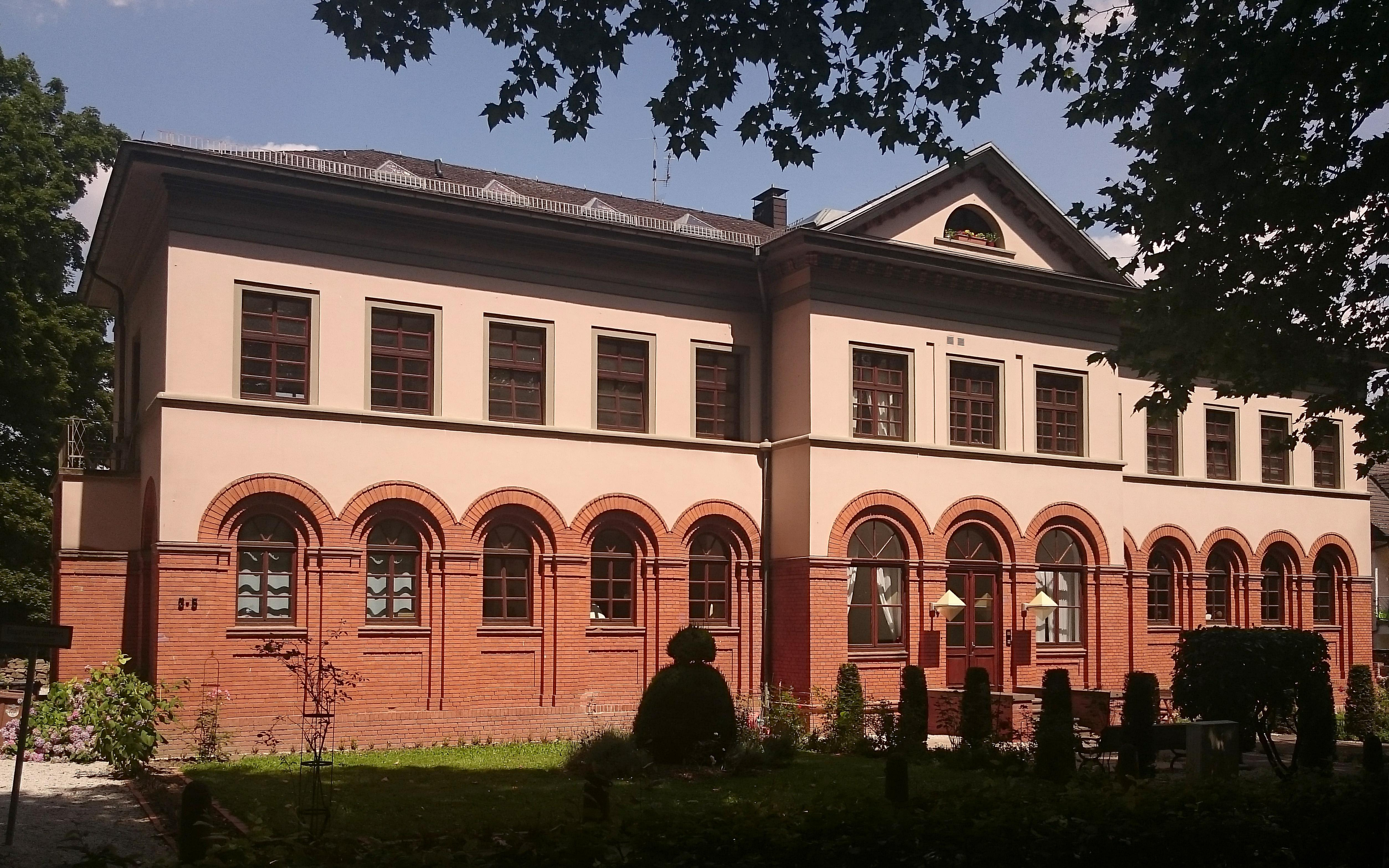
Bade- und Inhalierhaus
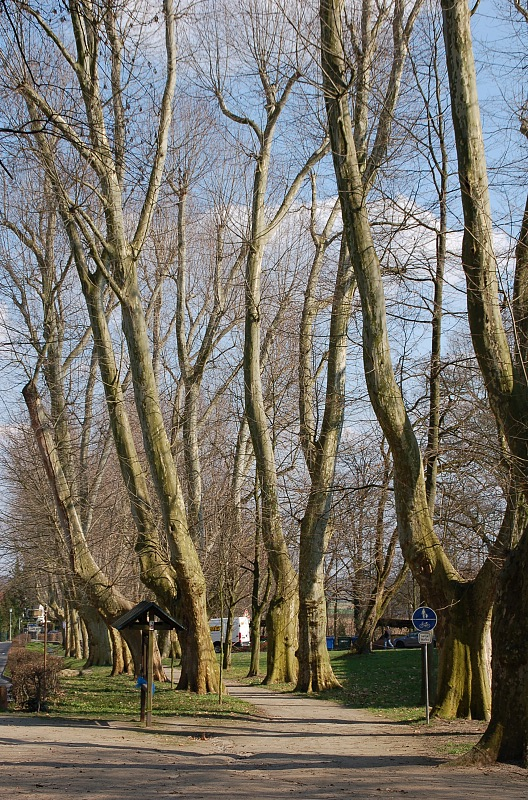
Kurpark

## Persönlichkeiten
- Paul Weilbächer (1800–1876), Mitglied des Nassauischemn Landtags
- Karl Zeiger (1895–1959), Anatom und Hochschullehrer